# 752 (szám)
A 752 (római számmal: DCCLII) egy természetes szám.

## A szám a matematikában
A tízes számrendszerbeli 752-es a kettes számrendszerben 1011110000, a nyolcas számrendszerben 1360, a tizenhatos számrendszerben 2F0 alakban írható fel.
A 752 páros szám, összetett szám, nontóciens szám. Kanonikus alakban a 24 · 471 szorzattal, normálalakban a 7,52 · 102 szorzattal írható fel. Tíz osztója van a természetes számok halmazán, ezek növekvő sorrendben: 1, 2, 4, 8, 16, 47, 94, 188, 376 és 752.